# 롱볼

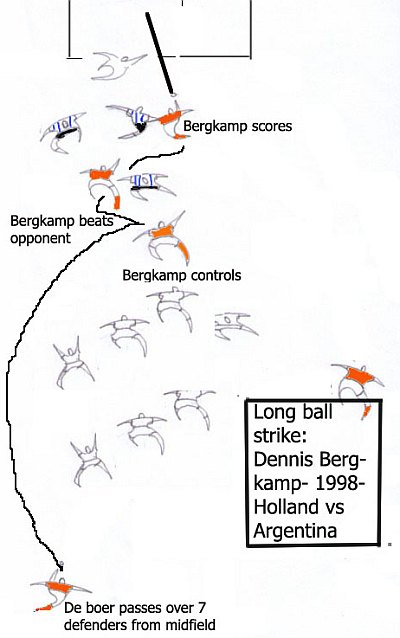
베컴이 아르헨티나에 넣은 골

롱볼(long ball)은 축구에서 세밀한 패스 플레이 없이 공을 상대팀 페널티에어리어로 전달시켜 공격하는 전술이다. 킥 앤 러시(Kick and Rush)라고 불린다.
축구에서 롱볼은 골키퍼나 수비수가 직접 공격쪽의 선수에게 한 번의 긴 공중으로의 킥을 통해 필드 아래로 공을 멀리 이동시키려며, 공은 일반적으로 미드필드를 지나쳐 도착한다. 공격을 받는 선수의 발치에 도달하는 대신, 공을 빋는 선수는 공중에서 상대와 먼저 경합해야 한다. 빠르거나 키가 큰 스트라이커가 있는 팀에 특히 효과적인 방법이다. 롱볼은 또한 수비 라인에서 볼을 잡고 공격수에게 한 번에 공을 보내는 방식의 전술로 사용된다. 종종 지루하거나 원시적이라고 비웃지만 플레이어나 날씨 조건이 이 스타일에 적합한 경우 효과적일 수 있다. 특히 일부 수비수가 허를 찔릴 수 있는 효과적인 역습 플레이 방식이다.

## 통계적 근거
'롱볼 이론'(long ball theory)은 1950년대 영국에서 퇴역한 RAF 비행사령관 찰스 리프에 의해 처음 논의되었다. 리프는 아마추어 통계학자였으며 골로 연결되는 패스의 수뿐만 아니라 이러한 패스가 시작되는 필드 위치도 분석했다. 리프는 매치 데이 프로그램을 포함한 다양한 간행물에 자신이 발견한 내용을 문서화했다.
리프의 효과적인 롱 볼 플레이를 설명하는 여러 가지 개념을 완성했다. '걸리스'(Gulleys)는 코너 플래그와 페널티 박스로 마지막 패스를 만드는 6야드 박스 사이의 최적 위치를 나타낸다. '3패스 최적화 규칙'(3-pass optimisation rule)은 슛 전에 다른 동작 없이 세 번의 패스만을 통해서 더 높은 비율의 득점이 기록된다는 것이다. '골당 9개의 슛'(9 shots per goal)에서는 평균적으로 9개의 슛 중에 1개의 골이 득점으로 기록된다는 것이며, '12.3야드'(twelve point three yard)는 모든 골이 득점되는 골대까지의 평균 거리이다. 롱볼 게임은 찰스 휴즈가 저술한 The Winning Formula: The Football Association Soccer Skills and Tactics와 같은 책에서도 주창되며, 대부분의 득점이 공을 5번 패스하는 동안 기록된다는 통계적 수치를 보여준다.
하지만 조나단 윌슨은 리프의 분석에 심각한 결함이 있다고 비판했다. 예를 들어 '3단계 최적'은 통계에 따르면 3개의 패스가 포함된 동작에서 더 높은 비율의 골이 득점된 것이라 했지만 3번의 패스 동작은 거의 모든 슈팅 전에 나온다고 했다.

## 관련 인물 및 단체
- 샘 앨러다이스[10]
- 잭 찰턴[11][12]
- 테리 버처[13]
- 토니 퓰리스[14]
- 스티브 브루스[15]
- 러셀 슬레이드[16]
- 윔블던 FC[17]
- 닐 워녹[18]
- 아일랜드 축구 국가대표팀[19]

## 같이 보기
- 포메이션 (축구)
- 토탈 풋볼
- 공격수